# Іст-Гамптон (містечко, Нью-Йорк)
Іст-Гамптон (англ. East Hampton) — місто (англ. town) в США, в окрузі Саффолк штату Нью-Йорк. Населення — 28 385 осіб (2020).

## Клімат
Місто знаходиться у зоні, котра характеризується вологим субтропічним кліматом. Найтепліший місяць — липень із середньою температурою 21.7 °C (71 °F). Найхолодніший місяць — січень, із середньою температурою -1.1 °С (30 °F).
| Клімат Іст-Гамптона     | Клімат Іст-Гамптона | Клімат Іст-Гамптона | Клімат Іст-Гамптона | Клімат Іст-Гамптона | Клімат Іст-Гамптона | Клімат Іст-Гамптона | Клімат Іст-Гамптона | Клімат Іст-Гамптона | Клімат Іст-Гамптона | Клімат Іст-Гамптона | Клімат Іст-Гамптона | Клімат Іст-Гамптона | Клімат Іст-Гамптона |
| Показник                | Січ.                | Лют.                | Бер.                | Квіт.               | Трав.               | Черв.               | Лип.                | Серп.               | Вер.                | Жовт.               | Лист.               | Груд.               | Рік                 |
| Абсолютний максимум, °C | 13                  | 15                  | 21                  | 28                  | 30                  | 35                  | 34                  | 35                  | 33                  | 26                  | 22                  | 16                  | 35                  |
| Середній максимум, °C   | 2                   | 3                   | 6                   | 12                  | 17                  | 23                  | 26                  | 25                  | 22                  | 17                  | 11                  | 5                   | 14                  |
| Середня температура, °C | −1                  | 0                   | 2                   | 8                   | 12                  | 18                  | 21                  | 21                  | 18                  | 12                  | 6                   | 1                   | 10                  |
| Середній мінімум, °C    | −5                  | −4                  | −1                  | 4                   | 8                   | 14                  | 17                  | 17                  | 14                  | 7                   | 2                   | −3                  | 6                   |
| Абсолютний мінімум, °C  | −18                 | −18                 | −11                 | −8                  | 0                   | 2                   | 7                   | 9                   | 2                   | −6                  | −8                  | −17                 | −18                 |
| Норма опадів, мм        | 70                  | 70                  | 80                  | 100                 | 70                  | 50                  | 30                  | 20                  | 50                  | 70                  | 140                 | 60                  | 870                 |
| Днів з дощем            | 4                   | 6                   | 7                   | 7                   | 6                   | 3                   | 3                   | 2                   | 3                   | 6                   | 8                   | 5                   | 63                  |
| Вологість повітря, %    | 73                  | 74                  | 72                  | 75                  | 75                  | 77                  | 78                  | 80                  | 78                  | 77                  | 74                  | 73                  | 76                  |
| ----------------------- | ------------------- | ------------------- | ------------------- | ------------------- | ------------------- | ------------------- | ------------------- | ------------------- | ------------------- | ------------------- | ------------------- | ------------------- | ------------------- |
| Джерело: Weatherbase    |                     |                     |                     |                     |                     |                     |                     |                     |                     |                     |                     |                     |                     |

## Демографія
Згідно з переписом 2010 року, у місті мешкало 21 457 осіб у 8410 домогосподарствах у складі 5257 родин. Було 21038 помешкань
Расовий склад населення:
| - 84,8 % — білих - 3,4 % — чорних або афроамериканців - 1,3 % — азіатів - 0,6 % — корінних американців - 0,1 % — вихідців з тихоокеанських островів - 8,3 % — осіб інших рас |

До двох чи більше рас належало 1,5 %. Частка іспаномовних становила 26,4 % від усіх жителів.
За віковим діапазоном населення розподілялося таким чином: 19,9 % — особи молодші 18 років, 62,5 % — особи у віці 18—64 років, 17,6 % — особи у віці 65 років та старші. Медіана віку мешканця становила 43,8 року. На 100 осіб жіночої статі у місті припадало 101,5 чоловіків;  на 100 жінок у віці від 18 років та старших — 101,8 чоловіків також старших 18 років.
Середній дохід на одне домашнє господарство  становив 149 434 долари США (медіана — 92 516), а середній дохід на одну сім'ю — 167 111 долар (медіана — 107 737). Медіана доходів становила 59 226 доларів для чоловіків та 53 565 доларів для жінок. За межею бідності перебувало 9,3 % осіб, у тому числі 14,0 % дітей у віці до 18 років та 4,9 % осіб у віці 65 років та старших.
Цивільне працевлаштоване населення становило 11 345 осіб. Основні галузі зайнятості: освіта, охорона здоров'я та соціальна допомога — 18,0 %, будівництво — 14,5 %, науковці, спеціалісти, менеджери — 14,2 %.